# Hans Michael Jebsen
Hans Michael Jebsen (født 15. november 1956 i Siegen) er en dansk forretningsmand, skibsreder, godsejer, hofjægermester og administrerende direktør for handelsfirmaet Jebsen & Co. Ltd. i Hong Kong med 6000 ansatte.
Jebsen, der er milliardær, stammer fra en tysk sønderjysk slægt i Aabenraa og blev student fra Tyske Gymnasium i Aabenraa. Han blev udlært i banker i Tyskland og London og tog en uddannelse i Economics and Business Administration ved Universität St. Gallen i Schweiz 1978-81.
Han købte Hotel Baltic på Als i 1992. I 2003 købte han Hotel Frederiksminde, der siden er blevet restaureret og i 2016 modtog det sin første stjerne i Michelinguiden. Han købte Rønnede Kro i 2008, der genåbnede i 2013 efter en omfattende restaurering.
Han overtog i 2000 ledelsen af firmaet, som hans bedstefar havde grundlagt i 1895, efter sin onkel Michael Jebsen. Hans Michael Jebsen bor i Hong Kong og ejer en række grunde og ejendomme i Sønderjylland. Schackenborg Slotskro ejer han sammen med Prins Joachim. Han ejer herregårdene Rosendal, Nedergård, Charlottenlund og Orebygård. Han købte han i 2018 Damsbo på Fyn til datteren Clara Ludmilla Jebsen, og Bækkeskov ved Præstø til sønnen Michael Immanuel Jebsen.
Jebsen er medlem af Kongelig Dansk Yachtklub og Det Kongelige Kjøbenhavnske Skydeselskab og Danske Broderskab. Han er gift med Désirée Joana Jebsen, født grevinde Schaffgotsch, og har fem børn.

## Udmærkelser
- 1985: Prins Henriks Præmie
- 2000: Honorary Fellow ved The Hong Kong University of Science and Technology
- 2001: Bronze Bauhinia Star of Hong Kong SAR Government
- 2005: Æresborger af Jilin, Jilin-provinsen, Folkerepublikken Kina
- 2006: Ridder af Dannebrog
- 2006: Le Commandeur du Bontemps de Médoc et Graves – Sauternes et Barsac, Frankrig
- 2009: Bundesverdienstkreuz am Bande
- 2011: Hofjægermester